# Station Lasowice Zalew
Station Lasowice Zalew is een spoorwegstation in de Poolse plaats Tarnowskie Góry.